# Кузьмин, Николай Николаевич (комиссар)
Никола́й Никола́евич Кузьми́н (22 марта (3 апреля) 1883 — 8 февраля 1938) — советский военный и партийный деятель.

## Биография
В детстве и юности жил в Гатчине, где учился в Гатчинском сиротском институте. Высшее образование получил в Петербургском университете (физико-математический, а позднее — медицинский факультеты). В 1903 вступил в РСДРП, большевик. Участник революции 1905 года.
В 1906—1909 годах Кузьмин вёл работу в военной организации большевиков, состоял членом литературной группы Петербургского комитета большевиков, сотрудничал в газетах «Голос металлистов», «Голос кожевника», «Голос приказчика» и в студенческом большевистском журнале «Молодая Россия». После окончания в 1910 году университета работал преподавателем математики и физики, в 1912 году переехал в Смоленск, где вел работу в социал-демократических кружках.
После февральской революции вернулся в Петроград и в июне 1917 года избран председателем Гатчинского Совета рабочих и солдатских депутатов, был одним из активных организаторов первых красногвардейских отрядов. После июльских событий в Петрограде работал в военной организации большевиков и являлся членом редколлегий газет «Солдат» и «Деревенская беднота». В августе—октябре 1917 года активно участвовал в подготовке вооружённого восстания в пригородных гарнизонах Петрограда, на Путиловском заводе, состоя членом бюро Петроградской окружной большевистской организации.
С ноября 1917 по март 1918 года был комиссаром Юго-Западного фронта. Участвовал в боях с войсками УНР под Винницей, Бердичевым и Киевом. В начале августа 1918 года назначен комиссаром Северо-Восточного участка Северного фронта, а затем членом Реввоенсовета 6-й отдельной армии. Осенью того же года участвовал в боях с английскими войсками на Северной Двине, в Кодемской операции и во взятии Шенкурска, за что был награждён орденом Красного Знамени. Пытался вступиться за сдавшегося в плен полковника Л. В. Костанди, которого хотел назначить «наштадивом» (начальником штаба дивизии), при этом аргументировал так: «Человеку, расстрелявшему более четыреста офицеров, можно поверить, когда он ручается за одного».
В апреле 1919 года был назначен членом Реввоенсовета 3-й армии Восточного фронта, участвовал в боях под Тобольском и Ишимом. После взятия войсками Красной Армии Омска был переведён в 6-ю армию и будучи членом РВС принимал участие во взятии Архангельска. После расформирования 6-й армии назначен членом Реввоенсовета Балтийского флота, но уже в конце июля 1920 года назначен сначала членом РВС, а затем командующим 12-й армией, принимавшей участие в военных действиях против Польши. После заключения перемирия с Польшей ввернулся на Балтику и в феврале 1921 года был назначен комиссаром Балтийского флота. В марте того же года направлен на уговоры восставших кронштадтских моряков, арестован ими, а после освобождения принимал участие в уличных боях в Кронштадте, за что был награжден вторым орденом Красного Знамени. В 1922—1932 годах на различных командных должностях в РККА — военный прокурор РККА, начальник Политуправления Средне-азиатского военного округа, начальник Управления военно-учебных заведений РККА, начальник Политуправления Сибирского военного округа и других.
Был дважды женат. В первом браке с Верой Вадимовной Суворовой имел двоих детей (Сергея и Елену Кузьминых), во втором браке с Юлией Ивановной Кузьминой (позже четвёртой, фактической, женой Тухачевского) родилась дочь Светлана Кузьмина, отцовство которой в наше время безосновательно приписывается Тухачевскому.
Арестован 28 мая 1937 года, лишён орденов, обвинён в контрреволюционной деятельности по созданию военно-фашистского террористического заговора в Красной Армии (вместе с Гамарником, Тухачевским и др.). На суде отказался признать себя виновным. 8 февраля 1938 года приговорён к смертной казни и в тот же день расстрелян. 26 мая 1956 года посмертно реабилитирован.

## Награды
- Два ордена Красного Знамени (17.04.1919, 01.08.1922)[5]